# Loïc Attely
Loïc Attely (* 26. listopadu 1977 Cambrai, Francie) je bývalý francouzský sportovní šermíř, který se specializoval na šerm fleretem. Francii reprezentoval v prvním desetiletí jednadvacátého století. Na olympijských hrách startoval v roce 2004 v soutěži jednotlivců a družstev. V roce 2001 obsadil druhé místo na mistrovství světa v soutěži jednotlivců a v roce 2000 třetí místo na mistrovství Evropy. S francouzským družstvem fleretistů vybojoval v roce 2001 a 2006 titul mistrů světa.